# Infinite (гурт)
Infinite (кор. 인피니트; стилізовано як INFINITE) — південнокорейський чоловічий гурт, сформований у 2010 році Woollim Entertainment. Гурт складається із Кім Сон Гю, Чан Дон У, Нам У Хьона, Лі Сон Йоля, Ела (англ. L) — Кім Мьон Су, Лі Сон Джона та колишнього учасника Хої (Лі Хо Вон), який був учасником колективу до серпня 2017. Infinite дебютували у 2010 році з мініальбомом First Invasion. Перший повноцінний альбом Over the Top вийшов у липні 2011 року.
У 2012 році сингл «The Chaser» був названий Billboard третьою найкращою K-pop піснею десятиліття 2010-х років і був включений Rolling Stone до списку 75 найкращих пісень бой-бендів усіх часів у 2020 році. У січні 2013 року Billboard запустив колонку K-pop «K-Town» із Infinite. У березні того ж року четвертий мініальбом Infinite New Challenge розійшовся тиражем понад 160 000 примірників лише в Південній Кореї, ставши одним із найбільш продаваних альбомів 2013 року, а сингл «Man in Love» також досяг успіху. Невдовзі після цього Infinite стали першим корейським виконавцем, який отримав дозвіл на зйомку в Universal Studios Hollywood для свого другого сингл-альбому Destiny. У 2014 році Infinite стали першим корейським виконавцем, який очолив рейтинг нових виконавців Billboard.
Infinite відомі своїми синхронними танцями та хореографією, а також живим вокалом. Вони також підтримали кілька брендів, зокрема Samsung і Pepsi, і були амбасадорами кампанії до дня народження ЮНІСЕФ у 2012 році. У 2013 і 2014 роках гурт входив до топ-20 рейтингу Forbes Korea Power Celebrity 40.

## Кар'єра

### 2010: Дебют
До свого дебюту Infinite брали участь у зимових Олімпійських іграх 2010 року, виконуючи вокал у приспіві пісні Epik High.
Ель, Сонгю, Ухьон і Сонджон з'явилися в музичному відео Epik High «Run», а Хоя і Дону виступали в якості бек-танцюристів під час музичних шоу. З квітня по травень Infinite з’являлися в телевізійному реаліті-шоу Mnet You Are My Oppa, де учасники познайомилися з ученицею середньої школи (Ю Цзяе з Lovelyz) у своїй резиденції та отримали завдання надати їй страви швидкого приготування та допомогти її з домашнім завданням. У програмі також знялися Epik High.
Infinite випустили свій дебютний мініальбом First Invasion і його головний сингл «Come Back Again» 9 червня 2010 року. Вони також просували пісню «She's Back» з цього ж альбому.

## Учасники
| Сценічний псевдонім | Сценічний псевдонім | Сценічний псевдонім | Справжнє ім'я | Справжнє ім'я | Справжнє ім'я | Дата народження             | Позиція у гурті                              |
| Українською         | Латиницею           | Хангилем            | Українською   | Латиницею     | Хангилем      | Дата народження             | Позиція у гурті                              |
| ------------------- | ------------------- | ------------------- | ------------- | ------------- | ------------- | --------------------------- | -------------------------------------------- |
| Сонгю               | Sungkyu             | 성규                | Кім Сонгю     | Kim Sungkyu   | 김성규        | 28 квітня 1989 (35 років)   | Лідер, головний вокаліст                     |
| Дону                | Dongwoo             | 동우                | Чан Дону      | Jang Dongwoo  | 장동우        | 22 листопада 1990 (34 роки) | Головний репер, головний танцюрист, вокаліст |
| Ухьон               | Woohyun             | 우현                | Нам Ухьон     | Nam Woohyun   | 남우현        | 8 лютого 1991 (34 роки)     | Головний вокаліст, ведучий танцюрист         |
| Сонйоль             | Sungyeol            | 성열                | Лі Сонйоль    | Lee Seongyeol | 이성열        | 27 серпня 1991 (33 роки)    | Вокаліст, ведучий репер                      |
| Ел                  | L                   | —                   | Кім Мьонсу    | Kim Myungsoo  | 김명수        | 13 березня 1992 (33 роки)   | Вокаліст, віжуал, обличчя гурту              |
| Сонджон             | Sungjong            | 성종                | Лі Сонджон    | Lee Sungjong  | 이성종        | 3 вересня 1993 (31 рік)     | Вокаліст, макне                              |
| Колишні учасники    |                     |                     |               |               |               |                             |                                              |
| Хоя                 | Hoya                | 호야                | Лі Ховон      | Lee Howon     | 이호원        | 28 березня 1991 (33 роки)   | Головний танцюрист, ведучий репер, вокаліст  |

## Дискографія

### Корейські альбоми
- Over the Top (2011)
- Season 2 (2014)
- Top Seed (2018)

### Японські альбоми
- Koi ni Ochiru Toki (2013)
- For You (2015)
- Air (2017)

## Фільмографія

### Фільми
- Infinite Concert: Second Invasion Evolution the Movie 3D[24] (2012)
- Grow: Infinite's Real Youth Life (2014)

### Телесеріали
- Wara Store[25][26] (2011)

### Телешоу
- You're My Oppa (2010)
- Japan Days Of Infinite (2010)
- Sesame Player (2011)
- Birth Of A Family (2012)
- Ranking King (2012)
- Infinite Busan Wish Travel (2012)
- 10 Days In Japan Story (2013)
- This Is Infinite (2014)
- Infinite's Showtime (2015—2016)

## Концерти та тури

### Світові тури
- One Great Step (2013)
- Infinite Effect (2015—2016)

### Японські тури
- Infinite Japan 1st Live "Leaping Over" (2011)
- Infinite 2012 1st Arena Tour in Japan Second Invasion Evolution Plus (2012)
- 2015 Infinite Japan Tour — DILEMMA (2015)

### Концерти
- 2012 Infinite Concert "Second Invasion" (2012)
- 2012 Infinite Concert "That Summer"
- 2014 Infinite Concert "That Summer" 2
- 2016 Infinite Concert "That Summer" 3 (Korea and Japan)